# Sarcobatus vermiculatus
Sarcobatus vermiculatus är en amarantväxtart som först beskrevs av William Jackson Hooker, och fick sitt nu gällande namn av John Torrey. Sarcobatus vermiculatus ingår i släktet Sarcobatus och familjen amarantväxter. Inga underarter finns listade i Catalogue of Life.

## Bildgalleri

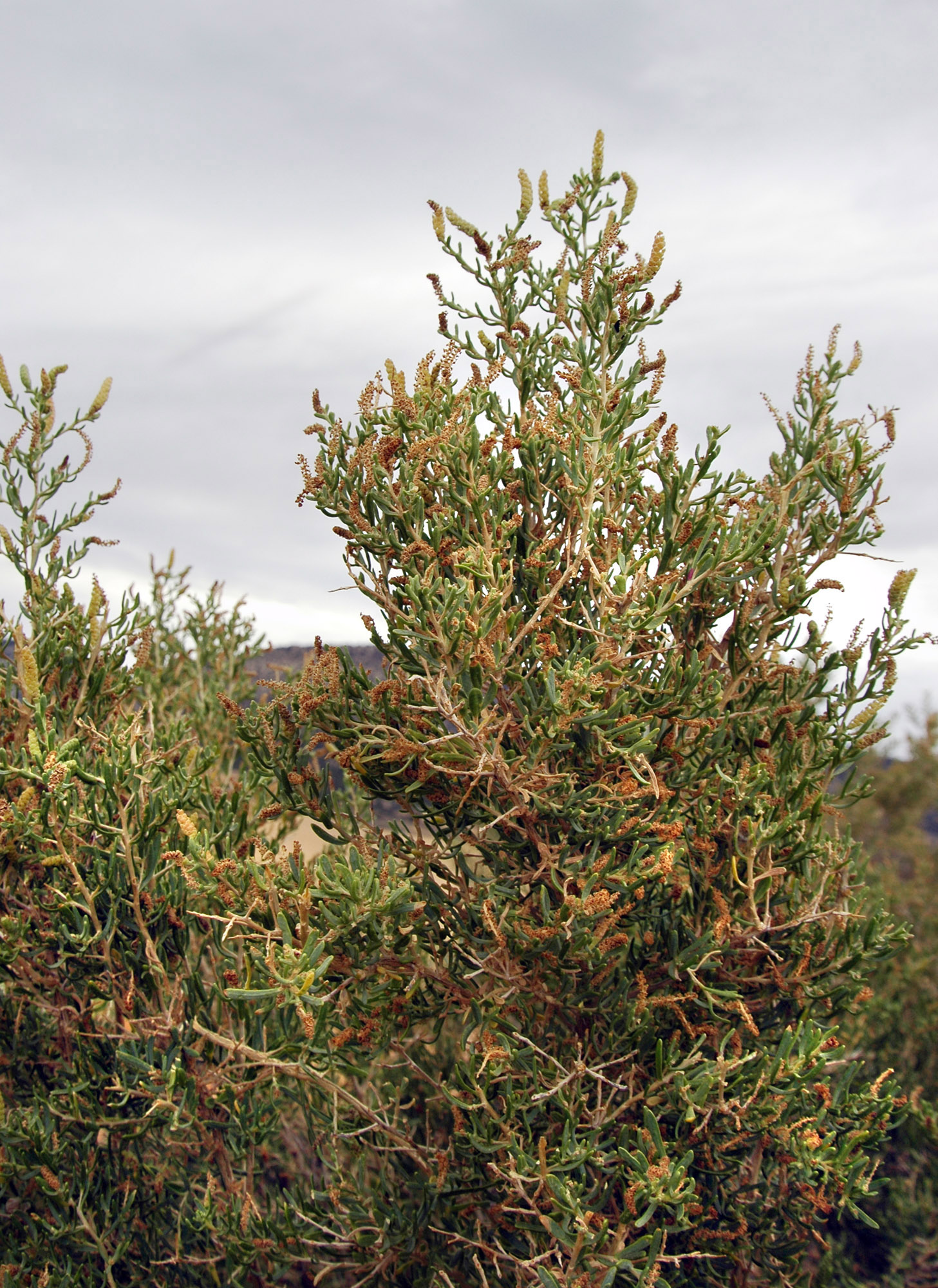
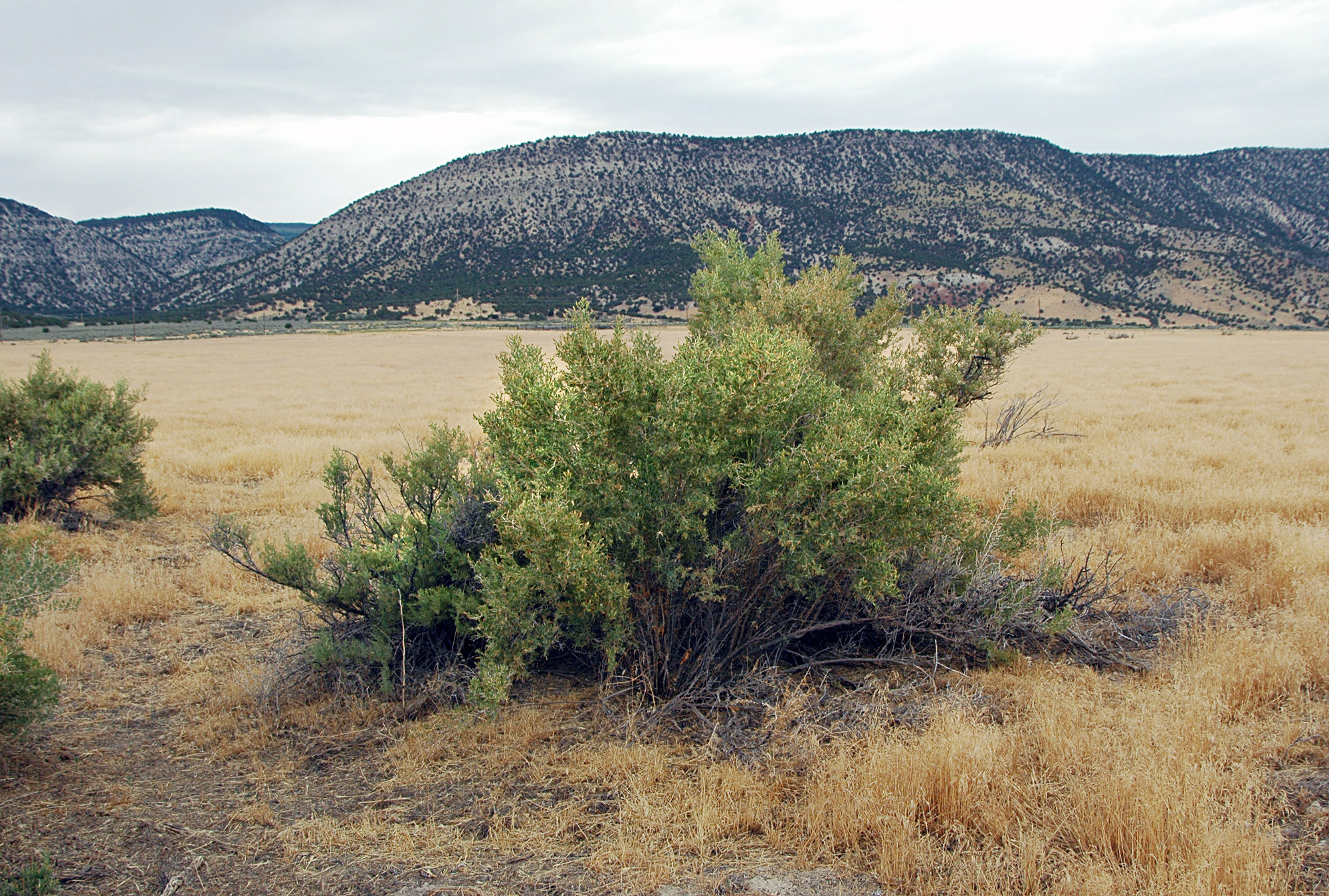
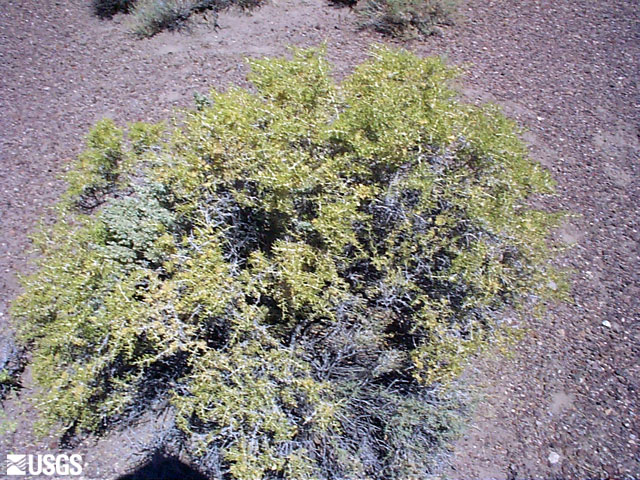
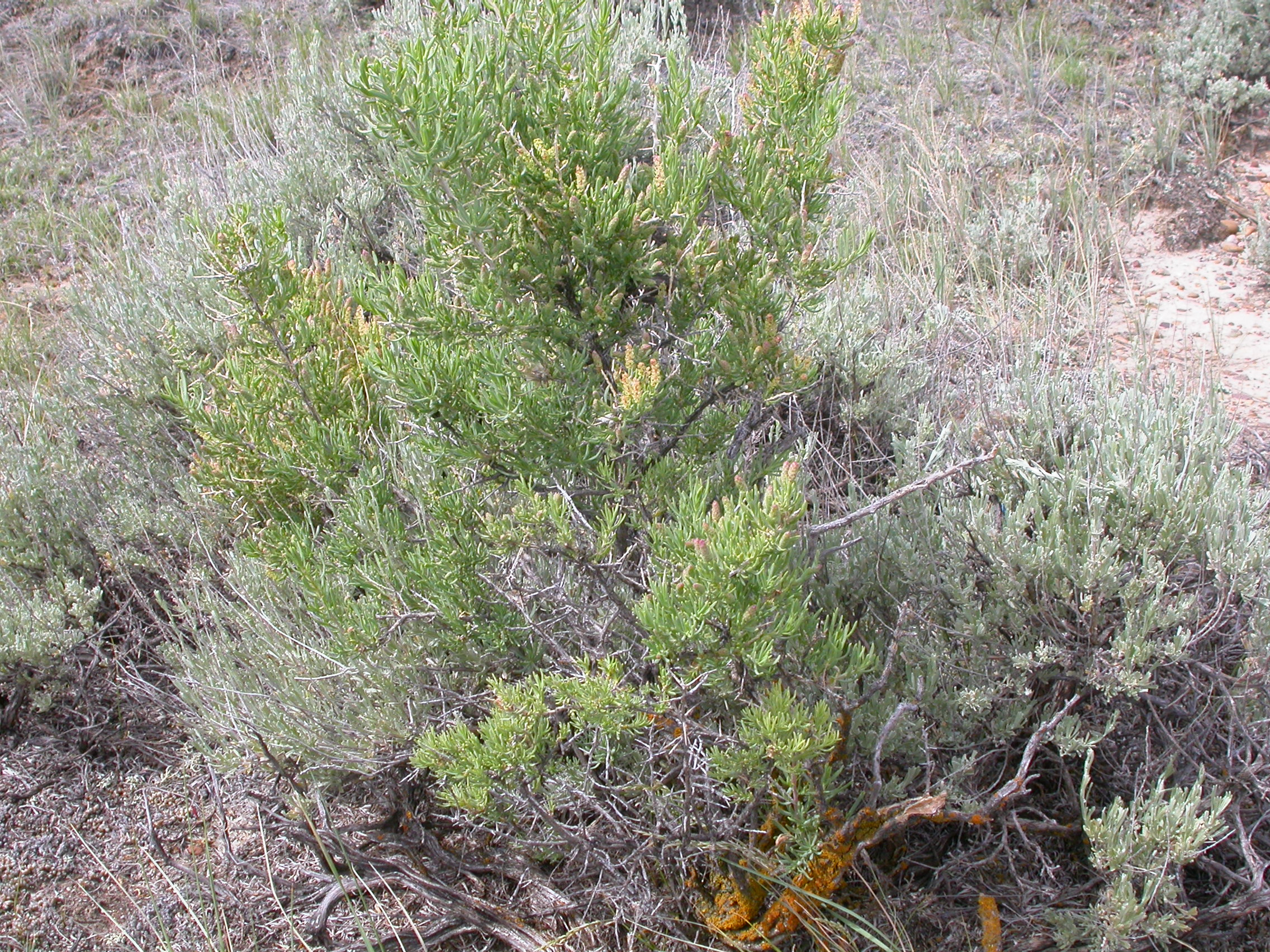
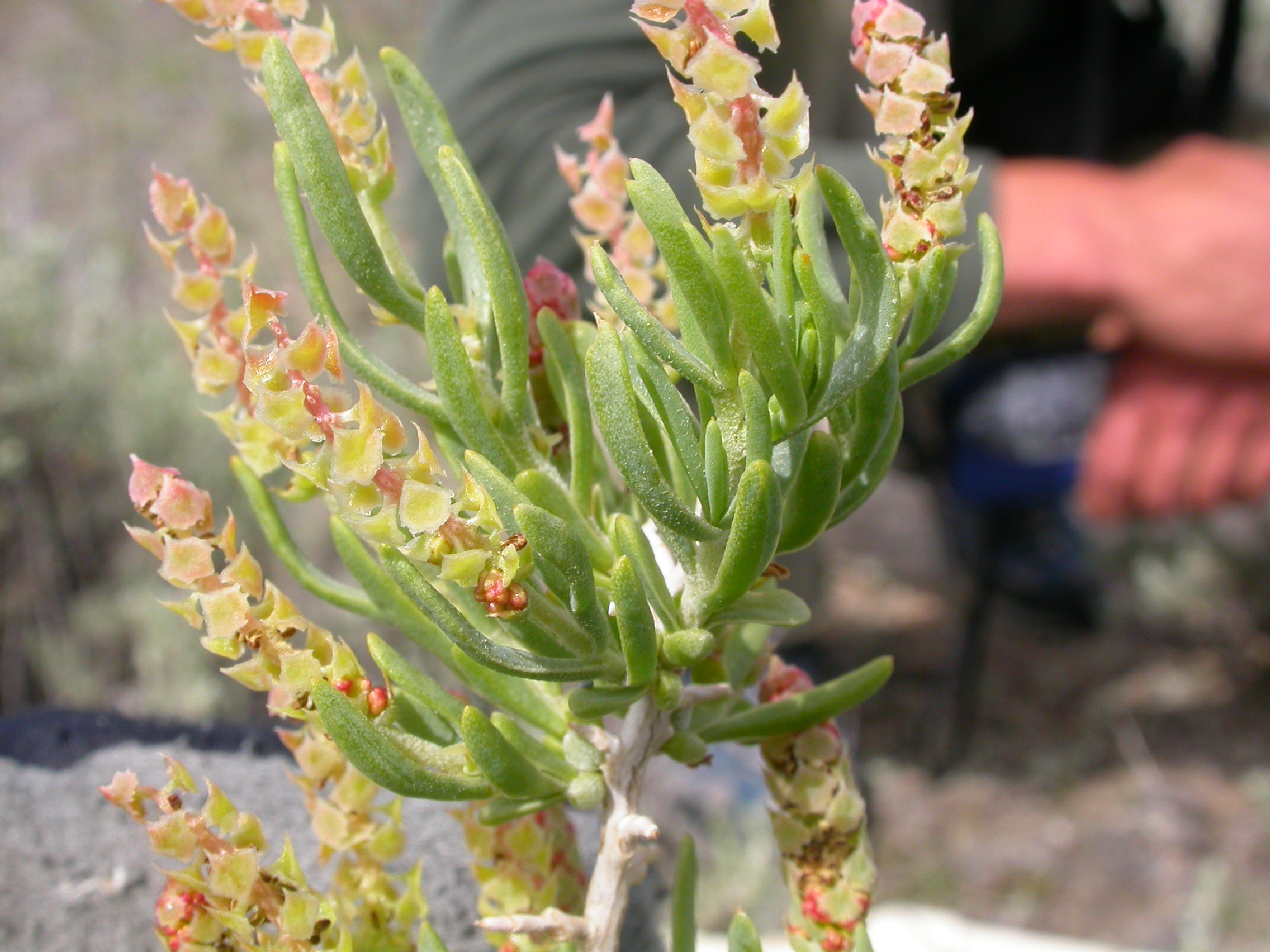
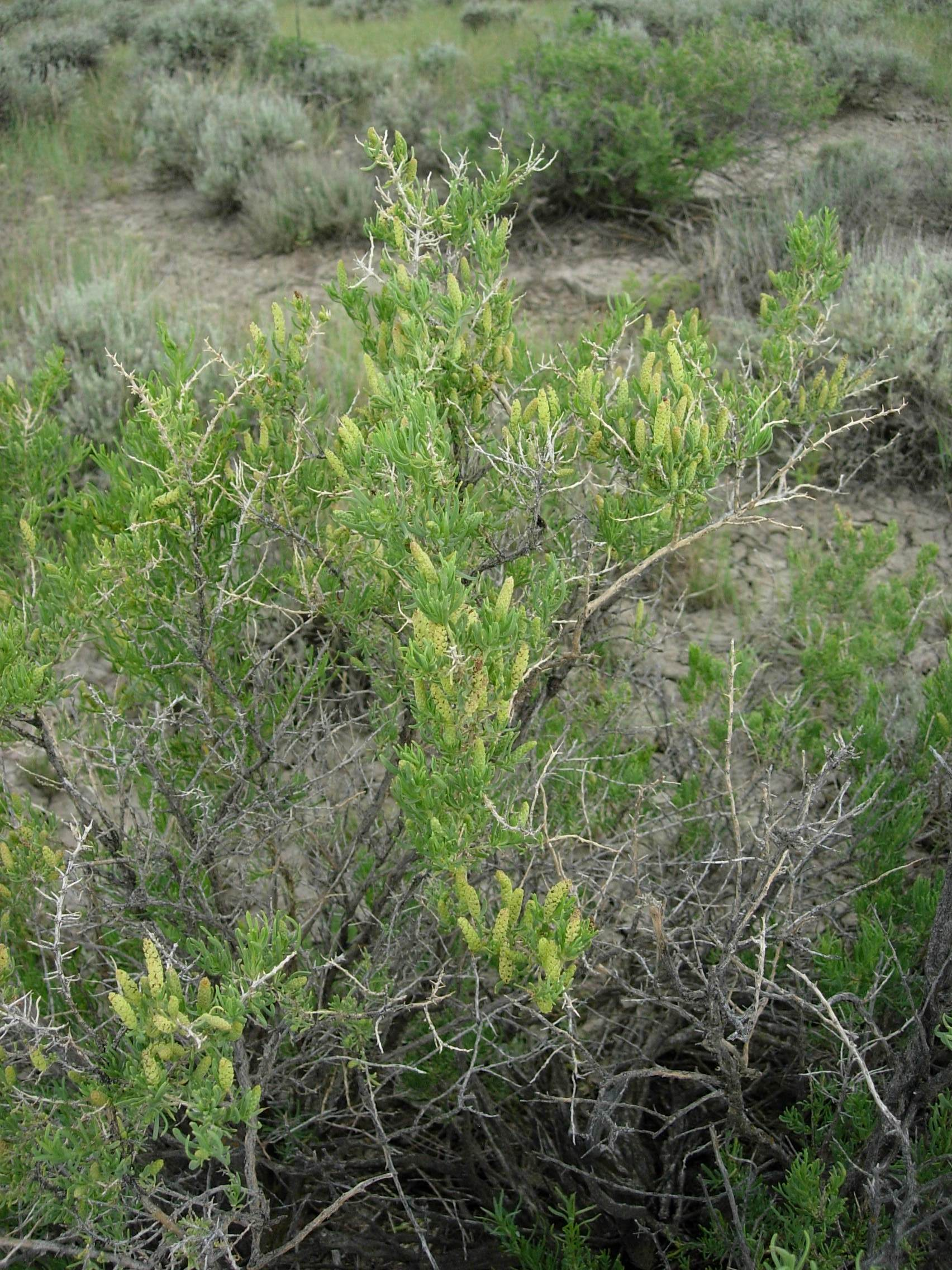